# 関西フローズン
関西フローズン株式会社（英語:Kansai Frozen Distribution Co., Ltd.）は、京都府八幡市に本社を置く食品販売会社である。江崎グリコ株式会社の完全子会社。企業理念は、フローズンを通して「豊かな食文化と夢の実現」を目指します。

## 概要
中部・近畿・中四国エリアにおいて、13拠点を軸に市販用アイスクリーム、市販用冷凍食品など、フローズンに特化した食品卸売業者。スーパーマーケット、ドラッグストアへの自社物流によるフルオペレーションを武器とし、小回りの利くことが特徴。売り方の提案～配達～売り場づくりまでワンストップ行う。
様々なオーダースタイル、オペレーションスタイルに対応し、取り扱い商品種類は1000を超える。
設立当時は、アイスクリームの専門商社であった。過去にはサークルK・サンクスの流通も担っていたが、ファミリーマートへの吸収を機にコンビニ事業からは撤退。近年では、ドラッグストアを中心に冷凍食品のウエイトが高まっている。
また、セブンティーンアイス自動販売機のオペレーションも行っている。セブンティーンアイスの管理台数が最も多いベンダーである。
東北には岩手県一関市に本社を置く東北フローズン株式会社が兄弟会社。

近年では、健康経営にも取り組んでおり、Sport in Lifeコンソーシアムに加盟している。
スポーツ庁より、スポーツエールカンパニー2023の認定を受けている。

## 沿革
1988年　江崎グリコ株式会社の出資により株式会社京冷を京都市に創業
1996年　小黒東田商事株式会社、株式会社大信アイス、村瀬食品株式会社、
　　　　 株式会社京冷の4社が合併し、関西フローズン株式会社を設立
　　　　 関西一円を商圏とする
2002年　四国進出、愛媛県今治市に事業所を開設
2003年　中国地方に進出、広島県福山市、岡山県岡山市に事業所を開設
2011年　神戸テクノ・ロジスティックパーク（神戸複合産業団地）の流通業務施設用地に、神戸支店が完成
2019年　正直屋乳販株式会社を吸収合併　中部地方に進出